# 26.º Batallón Aéreo de Reemplazo
El 26º Batallón Aéreo de Reemplazo (26. Flieger-Ersatz-Abteilung) fue una unidad de la Luftwaffe de la Alemania nazi.

## Historia
Fue formado el 1 de octubre de 1937 en Neu-Kladow, pero trasladado a Heiligenhafen. El 1 de abril de 1939 es renombrado como 26º Batallón de Instrucción Aérea.

## Comandantes
- Coronel Otto Krüger (1 de octubre de 1937 - 1 de abril de 1939)